# Fuentemolinos
Fuentemolinos es una localidad y un municipiosituados en la provincia de Burgos,  comunidad autónoma de  Castilla y León (España), comarca de La Ribera, partido judicial de Aranda,  ayuntamiento del mismo nombre.

## Geografía
En 2014, contaba con 101 habitantes. Está situada 100 km al sur  de la capital provincial, en la ladera este que cierra el valle del río Riaza, afluente del Duero a la altura de Roa, con una altitud de 872 metros sobre el nivel del mar. 
El término municipal confina al N con el municipio de Fuentecén, al E con Haza y Adrada de Haza, y al S y O con el exclave de Haza de Páramo de Corcos.

### Comunicaciones
- Carretera:  acceso por Fuentecén desde la N-122 que comunica Aranda de Duero con Valladolid, futura . Esta carretera local continúan hacia Adrada (BU-200).

## Demografía
Fuentemolinos cuenta con una población de 91 habitantes (INE 2024).
| Gráfica de evolución demográfica de Fuentemolinos entre 1842 y 2021                                                 |
| |
| Población de derecho según los censos de población del INE Población de hecho según los censos de población del INE |

## Cultura

### Fiestas
- San Juan el 24 de junio.
- San Bartolomé son las fiestas mayores que se celebran el 24 de agosto.

### Parroquia
Iglesia católica de San Bartolomé Apóstol, dependiente de la parroquia de Hontangas en el arciprestazgo de Roa, diócesis de Burgos.

### Deportes
Desde el año 2009, la localidad acoge con regularidad una prueba de Duatlón Cross, que suele celebrarse o bien a finales de febrero o marzo.

## Historia

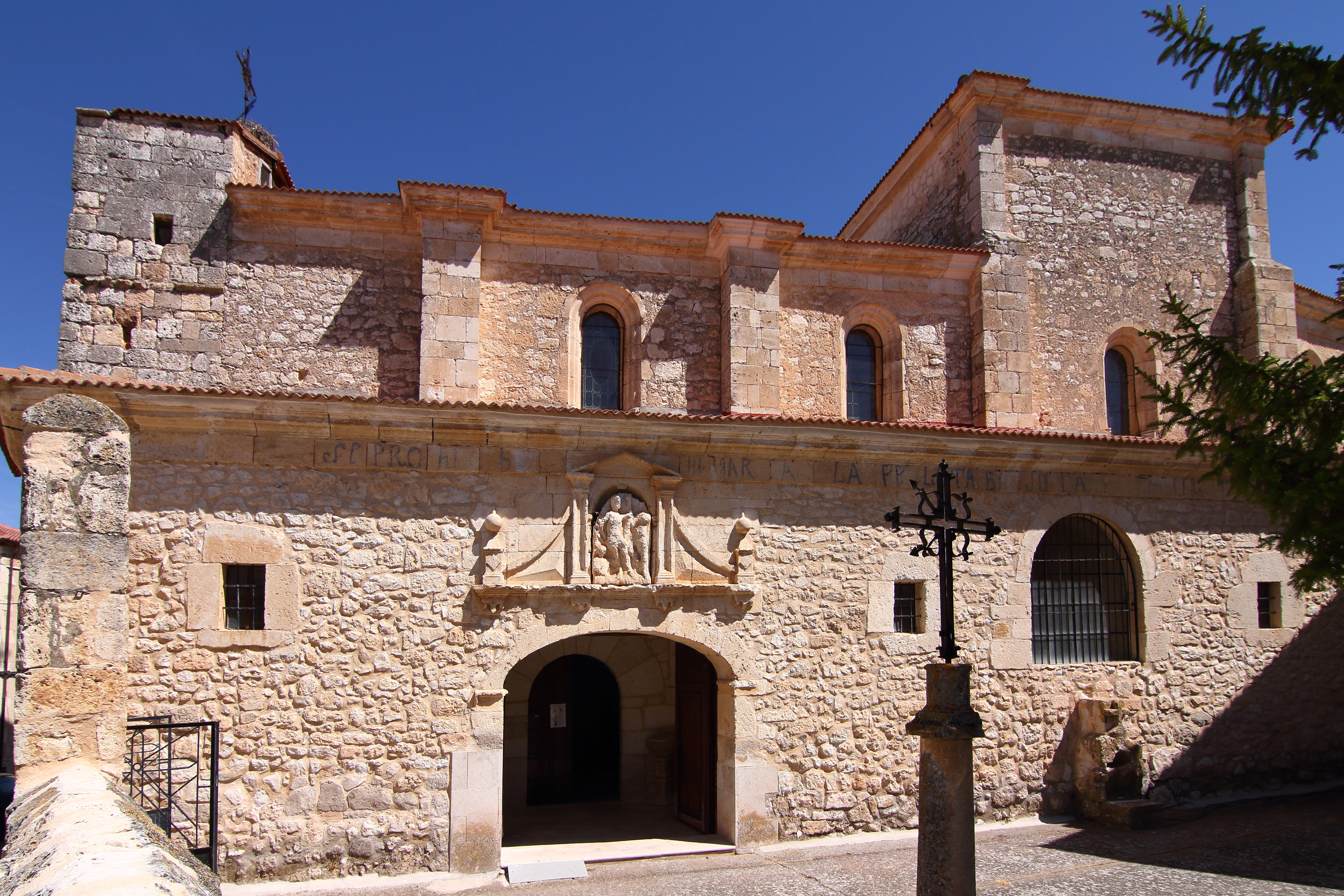
Iglesia de San Bartolomé Apóstol

Perteneciente a la antigua comunidad de villa y tierra de Aza, uno de los partidos que formaban la Intendencia de Segovia entre 1785 y 1833 tal como se recoge en el censo de Floridablanca, tenía jurisdicción de señorío cuyo alcalde pedáneo era nombrado por el conde de Miranda.
A la caída del Antiguo Régimen queda constituida como ayuntamiento constitucional del mismo nombre en el  partido de Roa, región de  Castilla la Vieja, que en el censo de la matrícula catastral contaba con 13 hogares y 52 vecinos.

### SigloXIX
Así se describe a Fuentemolinos en la página 229 del tomo VIII del Diccionario geográfico-estadístico-histórico de España y sus posesiones de Ultramar, obra impulsada por Pascual Madoz a mediados del siglo XIX:

FUENTE MOLINOS

Lugar con ayuntamiento en la provincia, audiencia territorial y capitanía general de Burgos (14 1/2 leguas), diócesis de Osma (11) y partido judicial de Roa (2 1/2).
Situado en la cima de una altura pero en paraje llano y cerca de un vallecito muy ameno por sus producciones y arbolado, donde le combaten todos los vientos.
Tiene 50 casas reducidas y de malísima construcción; una escuela de primeras letras frecuentada por 14 alumnos, cuyo maestro no percibe dotación alguna; una iglesia parroquial (San Bartolomé), de primer ascenso, servida por un cura párroco y un sacristán; es de moderna construcción y de una sola nave, capaz y suficiente para el vecindario; una ermita extramuros titulada de San Juan; un buen cementerio a 500 pasos de la población, entre E y S; y finalmente una magnífica fuente que nace al pie de la altura en que está situado el pueblo, cuyo hermoso y abundante manantial da impulso con sus aguas a un molinero harinero y fertiliza un deleitoso valle, sirviendo además para el abasto de los habitantes y ganados.
Confina con término de Aza y Fuentecén.
El terreno es parte regadío y parte secano, de ínfima calidad y muy pedregoso.
Caminos: los de servidumbre.
Producciones: granos, legumbres, cáñamo, patatas y vino, de todo en corta cantidad; cría ganado vacuno, lanar y mular.
Industria: la agrícola.
Población: 13 vecinos, 52 almas.

Capital productivo: 501.520 reales. Imponible: 48.193. Contribución: 4.712 reales 13 maravedíes. El presupuesto municipal asciende a 1.524 reales y se cubre con la renta de correduría de vinos y reparto vecinal.